# Huddunge
Huddunge är en småort i Heby kommun, Uppsala län och kyrkbyn i Huddunge socken, belägen ungefär 20 km sydväst om Östervåla och 15 km nordost om Heby.
På orten finns Huddunge kyrka, en ICA-butik, ett äldreboende med egna lägenheter och en för kommunen central ambulansdepå. Strax öster om småorten finns även ett slakteri.
500 meter söder om småorten ligger radbyn Huddungeby.

## Historik
Huddunge by omtalades första gången 1326. Byn är dock troligen äldre, och den enda i Huddunge socken förutom Hallsjö som har forntida anor. Runstenen U1176 som idag står vid riksvägen, fanns ursprungligen i anslutning till Huddungebys äldre kyrktomt, och på samma plats finns ett idag bortodlat gravfält.
Huddungeby är Huddunge sockens största by. År 1539 omfattade byn 5 mantal, vilket under 1500-talet ungefär motsvarande antal gårdar, sedan steg antalet gårdar; 1658 fanns här 15 bönder och 1687 var antalet 22. Dessutom fanns ett soldattorp för soldaten Udd. Huddungeby har också haft en rad torp på byns ägor; Nickbo, Ökersbo, Dalbo och Järlebo tillkom alla på 1600-talet, Järlebo var känt som en utjord redan på 1500-talet. Järlebo, liksom Nickebotorp som är namngivet efter det intilliggande Nickebo, avskiljdes senare från Huddungeby.
Bland andra torp och lägenheter i Huddungebyns ägor märks Andersbo, Axelsberg, Dammen, Danielsberg, Hagudden, Forsbo, Hagalund, Hagen, Hagudden, Hedebo, Laxtorpet, Lejsta, Lugnet, Lunda, Mässings eller Olsberg, Nybygget, Skogsängen, Solberg, Sveddbo, Stymlan, Uddvreten eller Uddtorpet, och Vilan.
Ortsnamnet förmodas vara exempel på ett H-tillägg av det slag som ofta förekommer i främst Dalmål och Roslagsdialekt, men idag inte förekommer Huddungetrakten. Namnet betyder troligen byn på udden, syftande på den höjdrygg där den gamla radbyn är belägen. 
Huddunge gamla kyrka var troligen var uppförd i början av 1300-talet. Den omtalas första gången 1312. Kyrkan revs omkring 1800, och idag finns bara en kyrkoruin med ett kors och altare på platsen.